# Jansjö
Jansjö är en by i Fjällsjö socken i Strömsunds kommun i Ångermanland och Jämtlands län belägen vid Jansjön mellan Backe och Rossön längs länsväg 346 (Bävervägen).

## Historia
Byn finns omnämnd i Gustav Vasas skattelängd 1535 med tre gårdar. Den första jansjöbon som nämns i skrift är Sven Spjällesson, som dömdes för att hyst en trollpacka från Ådalen 1540. Hon var på flykt mot Norge och när vintern kom, blev hon kvar i Jansjö tills våren.

## Evenemang
I byn anordnas  mest sommartid en mängd olika aktiviteter som sista april och midsommarfirande, kakfrossa, loppis, kamsdag och populärt sommarcafe' under alla dagar i juli månad. 